# Per raggiungere la nave
Per raggiungere la nave (Μέχρι το πλοίο) è un film del 1966 diretto da Alexis Damianos.

## Trama
Un uomo, sulla quarantina, decide di abbandonare il suo villaggio, per emigrare in Australia dove spera d'essere assunto come operaio. Ridiscende gli aridi scoscendimenti rupestri, attraversa la pianura, arriva in città con il suo mare, il suo porto. Questa odissea della miseria, dal villaggio natale fino alla nave, per imbarcarsi verso l'ignoto si articola in tre storie.
In una fucina di un fabbro ferraio: vecchio compagno d'armi, il personaggio principale vive dapprima la violenza di un alterco con l'amico di sempre, poi la riappacificazione quando concede a quest'ultimo il beneplacito all'unione con un'orfana della cui crescita aveva avuto cura. Giù nei campi incontra Nanota, una giovane ragazza dalla selvaggia sensualità che stride con la desolazione dei luoghi. In città viene ospitato da uno sconosciuto incontrato per strada. Dorme in un bugigattolo nella casa di una coppia cha andrà disfacendosi.
Infine il protagonista, in compagnia della donna abbandonata dal marito, siede sul molo in procinto di lasciare la madre terra.

## Accoglienza

### Critica
La cornice in cui s'in-scrive la narrazione filmica è la realtà storica e sociale greca degli anni sessanta, laddove la miseria, la disoccupazione e la speranza di migliori condizioni di vita spinsero numerosi greci a lasciare le campagne per riversarsi nelle città oppure per emigrare.
Alexis Damianos racconta così il suo esordio alla regia:
"All'inizio volevo costruire un gruppo di collaboratori che si sarebbero dati il seguente compito: fare tre storie a partire da una sola. Purtroppo, venendo dal teatro, intorno a me c'era molta diffidenza e mi si pretendeva inadatto al cinema. Perciò ho deciso di lavorare solo, a partire da Spilios Passayiannis, perché lui ci ha fatto tornare alle radici del popolo greco, e perché inoltre potevo mostrare l'esistenza di una tradizione greca ricca, autentica e popolare, di cui purtroppo le produzioni fanno pietose imitazioni. Per il secondo episodio ho scelto Grigoris Xenopulos, poiché in qualche modo è il padre del romanzo e del teatro greci, che lui tratta con arte tutt'affatto moderna. La terza storia nasce da una canzone popolare. Una vera ballata popolare, totalmente scevra di questo imbastardimento che mina troppo spesso questo genere. Amo molto questo principio che consiste nel trarre un film da una canzone, tanto che questo mi permetteva di trattare una realtà attuale. Ma queste tre storie sono state scelte in funzione di una certa prospettiva storica: volevo descrivere una certa andatura che porta dalla tradizione a oggi".
Secondo il critico cinematografico Giannis Bakogiannopoulos il proposito di Damianos è di farci comprendere quella che fu la discesa del popolo greco dalle selvagge montagne alla pianura soffusamente animata, e da lì al disordine e confusione della città che finalmente rigetta l'uomo, lo espelle, emigrante all'estero. Vede in tutto il film una discesa, più esattamente una decadenza. Una decadenza vitale, amorosa, economica, morale.
Chiosa, infine, Bakogiannopoulos: "Damianos stesso presta i suoi tratti scavati ed il suo umile sguardo all'eroe che sembra portare sulle spalle tutto il peso del mondo e che si perderà tragicamente al di là dell'orizzonte marino. L'autore stringendo il bianco e il nero sui monti conferisce all'immagine la forza della physis e allargando all'infinito i grigi in città, intona la neutralità  all'inautenticità della miseria dell'uomo comprato. Oltrepassa le categorie dello stile ed i personaggi paiono vibrare quasi nudi davanti al dramma, da loro, presagito."

## Riconoscimenti
- 1966 - Festival del Cinema di Salonicco: Premio per il miglior film
- 1967 - Festival d’Hyères (Francia): Premio per la regia